# Бибирево (Ивановская область)
Бибирево — село в Ивановском районе Ивановской области, входит в состав Озёрновского сельского поселения.

## География
Село расположено на трассе Р-132 «Золотое кольцо» в 10 км к северу от Иванова. 

## История
Каменная Ильинская церковь с колокольней была построена в 1828 году на средства прихожан. Церковь была обнесена каменной оградой, внутри неё приходское кладбище. Престолов было три: в холодной — в честь св. Пророка Илии, в теплой — правый во имя святителя Николая Чудотворца и левый во имя мц. Параскевы Пятницы.
В конце XIX — начале XX века село входило в состав Малуевской волости Нерехтского уезда Костромской губернии, с 1918 года — Иваново-Вознесенской губернии.
С 1929 года село являлось центром Бибиревского сельсовета Ивановского района Ивановской области, с 1954 года — в составе Иванцевского сельсовета, с 2005 года — в составе Озёрновского сельского поселения.

## Население
| 1872 | 1897 | 1907 | 2002 | 2010 |
| ---- | ---- | ---- | ---- | ---- |
| 40   | ↗68  | ↗79  | ↗312 | ↘236 |

## Инфраструктура
В селе находится учебный центр Ивановской пожарно-спасательной академии Государственной противопожарной службы (бывшего Ивановского института Государственной противопожарной службы) МЧС России. Областное ГОУ НПО профессиональное училище № 15.

## Достопримечательности
В селе расположена действующая Церковь Илии Пророка (возведена в 1828 году).